# Юкселиш
«Юкселиш» (англ. Yükseliş Sports Club) — профессиональный турецкий хоккейный клуб, выступающий в Первой лиге. Существует также женская команда, выступающая в чемпионате Турции среди женщин. Клуб базируется в Анкаре. Домашние матчи проводит на арене «Стадион Анкара».

## История
Спортивный клуб «Юкселиш» был основан 25 ноября 2007 года. По итогам сезона 2011/12, «Юкселиш» занял третье место в Первой лиге.

## Достижения
- Бронзовый призер  (1) : 2012